# Castillo de Ríez

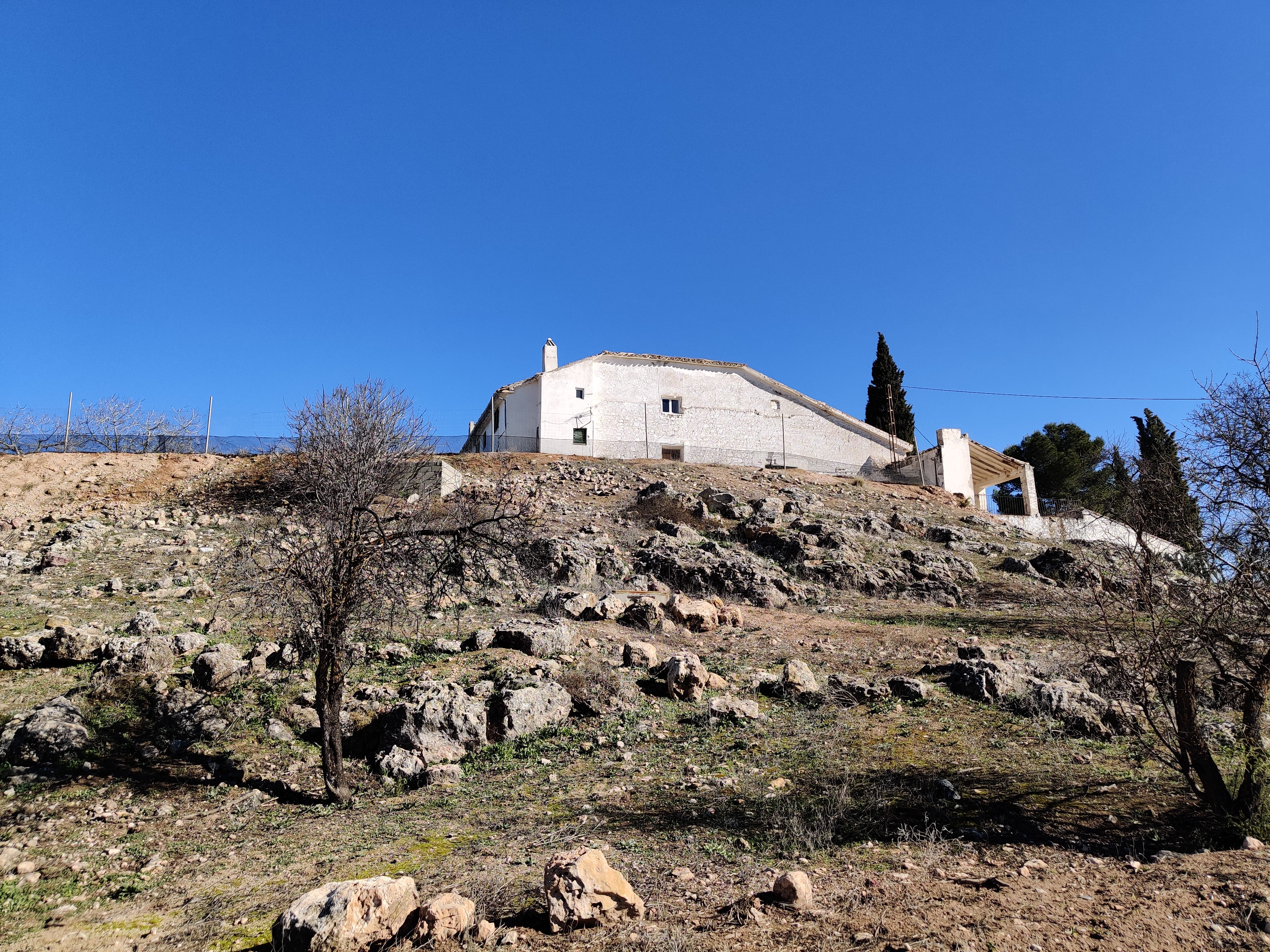
Cerro sobre el que se asienta el castillo de Ríez

El castillo de Ríez se sitúa al norte del término municipal de Mancha Real, en la provincia de Jaén (Andalucía, España). Se ubica a 450 metros sobre el nivel del mar, a levante del camino hoy denominado de Ríez al Risquillo. Se encuentra integrado en el Cortijo de Ríez, en el camino antiguo de Jaén a Baeza.
De gran importancia histórica, en la prospección superficial que se llevó a cabo en la década de 1980 se hallaron restos de estructuras de hábitat de fase ibérica, romana (sigillata Itálica, Sudgálica, Hispánica, Clara A, Paleocristiana) del siglo I y principios del II, y del siglo V, así como medieval sin determinar.

## Historia
Podría tratarse de una antigua fortaleza, existente en la campiña de Auringi, cuando las legiones romanas al mando de Escipión, se apoderaron de Jaén y los cartagineses fueron vencidos en la batalla de Cástulo. Pertenecía a la provincia Tarraconense y se erguía al lado del camino romano de Guadix a Cástulo. Dicha fortaleza, quedó arrasada y destruida con las invasiones bárbaras. En los últimos años de la dominación visigoda, fue reconstruida, pero tras la conquista árabes fue también saqueado.
En tiempos de Fernando III el Santo, después de apoderarse de Jaén fue reconstruido el Castillo de Ríez, para la defensa de la campiña de Jaén, amenazada constantemente por las intrusiones y correrías andalusíes.
A principios del siglo XX, fue asilo de la partida denominada Los Botijas, que tenían atemorizada toda la comarca.

### Dehesa de Ríex
En la Baja Edad Media existió una gran dehesa en Mancha Real, conocida como Dehesa de Ríex o del Rey, que sin embargo no se ubicaba en el entorno del Castillo del Ríez, sino junto a lo que es hoy el núcleo urbano de Mancha Real.